# تل بابينه (مقاطعة تشرام)
تل بابينه (بالفارسية: تل بابینه) هي قرية تقع في قسم تشرام الريفي (مقاطعة تشرام) في إيران. يقدر عدد سكانها بـ 117 نسمة بحسب إحصاء 2016.